# St. Peter und Paul (Hollenbach)

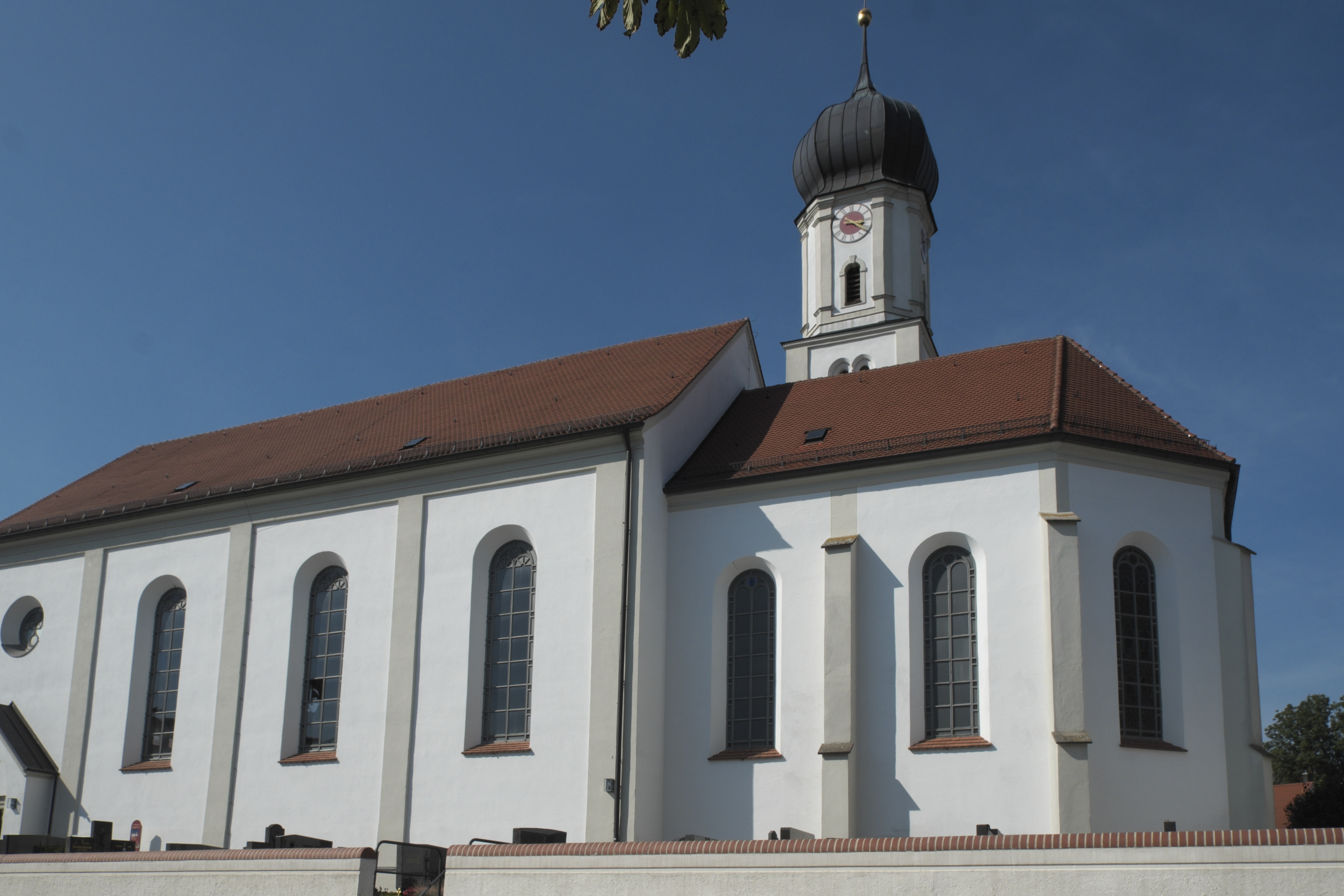
Kirche St. Peter und Paul in Hollenbach

Die katholische Pfarrkirche St. Peter und Paul ist ein Baudenkmal in Hollenbach im Landkreis Aichach-Friedberg.

## Geschichte
Am 9. April 1259 wurde die Kirche St. Peter und Paul das erste Mal genannt, als Herzog Ludwig II. die Kirche dem Zisterzienserkloster Säldental vermachte. Es gab aber schon einen romanischen Vorgängerbau, von dem der Taufstein erhalten ist. Das Patronatsrecht wurde 1266 nach Fürstenfeld übertragen. Hollenbach war damals bis zur Säkularisation eine der größten Pfarreien im Landgericht Aichach. 
Die Kirche wurde im 15. Jahrhundert vermutlich stark umgebaut und gotisiert. Im Dreißigjährigen Krieg brannte sie aus und wurde anschließend wieder aufgebaut. 1724 wurde das Langhaus neu gebaut, wobei Chor und Kirchturm erhalten blieben. Der Innenraum wurde um 1764/65 barockisiert. 1788 wurde der Spitzhelm des Turmes durch ein Oktagon mit Zwiebelhaube ersetzt. 
Das Gotteshaus wurde bis auf den Turm 1876 bis 1878 abgerissen und durch einen Neubau ersetzt, der am 26. Juni 1881 vom Augsburger Bischof Pankratius von Dinkel geweiht wurde. Die 1902 von Basilio Coletti erstellten Deckenfresken wurden 1930 und 1933 durch Malereien von Eulogius Böhler aus Würzburg ersetzt. Sie zeigen im Langhaus den Sieg Kaiser Konstantins gegen Maxentius und im Chor die Rückführung des hl. Kreuzes nach Jerusalem. Das Gemälde im Chor wurde von Pfarrer Johann Baptist Maiershofer gestiftet, weshalb dieser auch im Gemälde verewigt wurde. Im Chorbogen ist Mariä Verkündigung dargestellt.

## Baubeschreibung
St. Peter und Paul ist ein neuromanischer, flachgedeckter Saalbau mit eingezogenem, dreiseitig geschlossenem Chor und einem nördlichen Zwiebelturm. Zu der Kirche gehört ein Leichenhaus und ein Kriegergedächtnis.

## Ausstattung

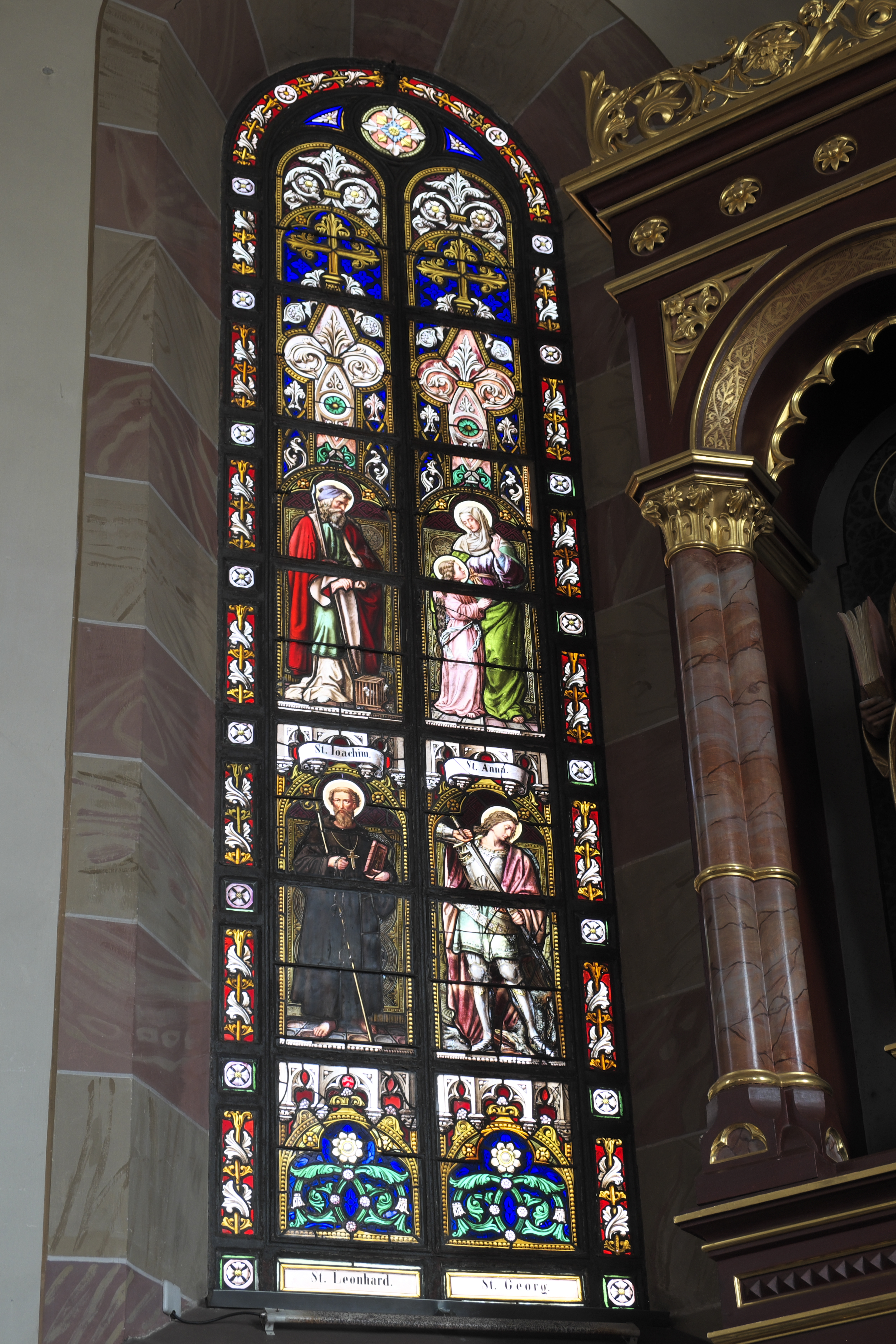
Bleiglasfenster im Chor

Die neuromanische Altarausstattung um 1880/85 ist von Franz Stief aus Kissing. Das spätgotische Mirakelkreuz ist Teil der Kreuzigungsgruppe im Hochaltar. Die Figur des heiligen Dismas an der Chornordwand wurde von Ehrgott Bernhard Bendl im Jahr 1720 erstellt; die Fassung ist von Franz Boo aus Aichach. Die etwa genauso alte Figur gegenüber stellt die heilige Wilgefortis dar, welche eine Votivgabe des Freiherrn von Deuring aus Stätzling war. Die beiden Glasgemälde im Chor sind von der Mittermaierschen Kunstanstalt in Lauingen.
Die aktuelle Orgel stammt von Josef Zeilhuber aus dem Jahr 1952. Sie umfasst 22 Register, die auf zwei Manuale und Pedal verteilt sind.

## Wallfahrt
Bereits im 16. Jahrhundert war die Pfarrkirche in Hollenbach eine der meistbesuchten Wallfahrtsstätten im Wittelsbacher Land. Ein erstes Mirakelbuch verbrannte im Dreißigjährigen Krieg, zwei spätere sind jedoch erhalten. Die ersten Aufzeichnungen datieren auf den Januar 1709. Zunächst pilgerten nur umliegende Gemeinden nach Hollenbach, bald jedoch auch Gläubige aus Ingolstadt und Friedberg. Bis 1818 sind über 3500 Verlöbnisse dokumentiert. Ab 1784 gehen die Einträge im Zuge der Aufklärung stark zurück und enden 1818.